# Rákosi Mária
Rákosi Mária (született Reznics Mária; Budapest, 1927. december 14. – Budapest, 1981. január 24.) magyar színművésznő.

## Életpályája
1943–1947 között a Színművészeti Főiskola hallgatója volt. 1947–1949 között a Nemzeti Színház, 1949–1951 között a Belvárosi Színház, 1951–1960 között az Ifjúsági Színház (később Petőfi és Jókai Színház) tagja volt. 1960-tól haláig a Madách Színház színésznője volt.
Rövid ideig Gábor Miklós színész volt a férje.

## Főbb színházi szerepei
- Anna (Szomory Dezső: Györgyike drága gyermek)
- Anikó (Brecht: A kaukázusi krétakör)
- Anna (Füst Milán: IV. Henrik király)
- Harmadik mosóasszony (García Lorca: Yerma)
- Sári (Illés Endre: Törtetők)
- Nánássyné (Szabó Magda: Régimódi történet)

## Filmes és televíziós szerepei

### Játékfilmek
- Szabóné (1949)
- A képzett beteg (1952; rövid játékfilm)
- Állami áruház (1952) – Gyuszi bácsi fiatal felesége
- Első fecskék (1952) – Kopek Erzsi
- A harag napja (1953)
- Különös ismertetőjel (1955)
- Szakadék (1956)
- A tettes ismeretlen (1957)
- Dani (1957)
- Ház a sziklák alatt (1958) – Részeg nő
- Micsoda éjszaka! (1958)
- A megfelelő ember (1959)
- Új élet (1960; rövid játékfilm)
- A pénzcsináló (1964)
- …hogy szaladnak a fák! (1966)
- Fügefalevél (1966)
- A tanú (1969)[7] – Miniszteri titkárnő #1
- Volt egyszer egy család (1971) – Parasztasszony
- Budapesti mesék (1976)
- Ékezet (1977) – Utas
- Mese habbal (1979) – Malvin néni
- Vasárnapi szülők (1980) – Portás

### Tévéfilmek
- Ráktérítő (1969)
- A revizor (1970)
- A danaida (1971)
- Ember a vízben (1971) – Prücsök, Mária húga
- A fekete város (1972)
- Jó estét nyár, jó estét szerelem (1972)
- A labda (1973)
- Aljosa Karamazov (1973)
- Alvilági játékok (1973)
- A gyilkosok (1974)
- Aranyborjú (1974)
- Felelet 1-8. (1974)
- Kínai kancsó (1974)
- Hosszú utazás 1-4. (1975)
- Utánam, srácok! 1-6. (1975) – Asszony a lakótelepen
- Zöld dió (1975)
- A zöldköves gyűrű (1976)
- Csillagok változása (1976)
- Tizenegy több, mint három (1976) – Aranka anyja
- Utolsó padban (1976) – Eladó a Corvinban
- A szerelem bolondjai (1977)
- Bodnárné (1978) – Öregasszony
- Megtörtént bűnügyek (1978) – Kondráné
- Periférián (1978)
- Zokogó majom 1-5. (1978)
- Ez a Józsi ez a Józsi (1979) – Huszárné
- Használt koporsó (1979)
- Hívójel (1979) – Takarítónő
- Bolondnagysága (1980) – Irma
- Gyümölcsoltó Boldogasszony (1980)
- Védtelen utazók (1980)

## Szinkronszerepei
| Év   | Cím                          | Szereplő                 | Színész             | Szinkron év |
| ---- | ---------------------------- | ------------------------ | ------------------- | ----------- |
| 1956 | Halhatatlan garnizon         | Marija, Baturin felesége | Valentyina Szerova  | 1957        |
| 1957 | Tisztes úriház (1. szinkron) | N/A                      | N/A                 | 1961        |
| 1958 | A szél                       | Csutak                   | Alekszej Kricsenkov | 1960        |
| 1959 | A bíró                       | Signora Bonelli          | Ana Mariscal        | 1960        |
| 1959 | A vár titka                  | N/A                      | N/A                 | 1961        |
| 1965 | Az ötödik lovas a félelem    | N/A                      | N/A                 | 1980        |
| 1976 | Budapesti mesék              | N/A                      | N/A                 | 1976        |